# Liste der Bodendenkmäler in Flachslanden
Auf dieser Seite sind die Bodendenkmäler in dem mittelfränkischen Markt Flachslanden zusammengestellt. Diese Tabelle ist eine Teilliste der Liste der Bodendenkmäler in Bayern. Grundlage ist die Bayerische Denkmalliste, die auf Basis des Bayerischen Denkmalschutzgesetzes vom 1. Oktober 1973 erstmals erstellt wurde und seither durch das Bayerische Landesamt für Denkmalpflege geführt wird. Die folgenden Angaben ersetzen nicht die rechtsverbindliche Auskunft der Denkmalschutzbehörde.

## Bodendenkmäler in Flachslanden
| Lage       | Objekt                                                                                    | Akten-Nr.     | Bild |
| ---------- | ----------------------------------------------------------------------------------------- | ------------- | ---- |
| (Standort) | Bestattungsplatz mit Grabhügeln vorgeschichtlicher Zeitstellung.                          | D-5-6528-0109 |      |
| (Standort) | Freilandstation des Mesolithikums und Siedlung des Neolithikums.                          | D-5-6528-0175 |      |
| (Standort) | Siedlung der Steinzeiten.                                                                 | D-5-6528-0177 |      |
| (Standort) | Mittelalterlicher Turmhügel.                                                              | D-5-6528-0199 |      |
| (Standort) | Grabhügel vorgeschichtlicher Zeitstellung.                                                | D-5-6528-0226 |      |
| (Standort) | Freilandstation des Mesolithikums und Siedlung des Neolithikums.                          | D-5-6529-0084 |      |
| (Standort) | Freilandstation des Mesolithikums, Siedlung des Neolithikums und Wüstung des Mittelalters | D-5-6529-0087 |      |
| (Standort) | Freilandstation des Mesolithikums.                                                        | D-5-6529-0088 |      |
| (Standort) | Freilandstation des Mesolithikums.                                                        | D-5-6529-0091 |      |
| (Standort) | Siedlung des Neolithikums.                                                                | D-5-6529-0093 |      |
| (Standort) | Freilandstation des Mesolithikums.                                                        | D-5-6529-0094 |      |
| (Standort) | Station bzw. Siedlung der Steinzeiten.                                                    | D-5-6529-0098 |      |
| (Standort) | Mittelalterliche und frühneuzeitliche Befunde                                             | D-5-6529-0104 |      |
| (Standort) | Grabhügel vorgeschichtlicher Zeitstellung.                                                | D-5-6529-0140 |      |
| (Standort) | Freilandstation des Mesolithikums.                                                        | D-5-6529-0141 |      |
| (Standort) | Mittelalterliche Abschnittsbefestigung.                                                   | D-5-6529-0142 |      |
| (Standort) | Grabhügel vorgeschichtlicher Zeitstellung.                                                | D-5-6529-0143 |      |
| (Standort) | Grabhügel vorgeschichtlicher Zeitstellung.                                                | D-5-6529-0144 |      |
| (Standort) | Mittelalterliche und frühneuzeitliche Befunde im Bereich der Kath. Filialkirche St. Jakob | D-5-6529-0147 |      |
| (Standort) | Mittelalterliche und frühneuzeitliche Befunde im Bereich der Kath. Pfarrkirche            | D-5-6529-0149 |      |
| (Standort) | Freilandstation des Mesolithikums.                                                        | D-5-6628-0029 |      |
| (Standort) | Siedlung des Neolithikums.                                                                | D-5-6628-0030 |      |
| (Standort) | Freilandstation des Mesolithikums.                                                        | D-5-6628-0049 |      |
| (Standort) | Freilandstation des Mesolithikums und Siedlung des Neolithikums.                          | D-5-6628-0093 |      |
| (Standort) | Siedlung der Steinzeiten.                                                                 | D-5-6628-0094 |      |
| (Standort) | Freilandstation des Mesolithikums.                                                        | D-5-6629-0007 |      |
| (Standort) | Mittelalterlicher Burgstall.                                                              | D-5-6629-0058 |      |
| (Standort) | Mittelalterliche und frühneuzeitliche Befunde im Bereich der Evang.-Luth. Pfarrkirche     | D-5-6629-0105 |      |